# Новий Путь (Прокоп'євський округ)
Но́вий Путь (рос. Новый Путь) — селище у складі Прокоп'євського округу Кемеровської області, Росія.

## Населення
Населення — 6 осіб (2010; 4 у 2002).
Національний склад (станом на 2002 рік):
- росіяни — 100 %